# Joseph Emanuel Fischer von Erlach
Pour les articles homonymes, voir Joseph Fischer et Fischer.
Joseph Emanuel Fischer von Erlach (baptisé le 13 septembre 1693 à Vienne, mort le 29 juin 1742 dans la même ville) est un architecte autrichien baroque.

## Biographie
Second fils de l'architecte Johann Bernhard Fischer von Erlach, il développe son talent dans son atelier. En 1711, il dessine les projets de son père (comme le Palais Lobkowitz, le Palais Trautson, la Chancellerie de Bohême (de), le Palais Schwarzenberg (de)) et l'aide dans la rédaction d'un Plan d'une architecture historique en quatre volumes. Il apprend ainsi l'architecture classique et moderne.
Il reçoit l'instruction de Gottfried Wilhelm Leibniz, qui travaille avec son père jusqu'en 1714. Les deux obtiennent une bourse de Charles VI du Saint-Empire pour lui financer un voyage d'étude. En 1713 et 1714, il va en Italie et fait la connaissance de l'archéologue Francesco de Ficoroni. Entre 1717 et 1719, il est en France et rencontre le maître d'œuvre Robert de Cotte, l'architecte Germain Boffrand et le philologue Bernard de Montfaucon. De même, il est présent à Londres et à Leyde, où il découvre les nouvelles machines à vapeur et rencontre aussi Isaac Newton. L'ingénieur Isaac Potter (de) l'accompagne lors de son retour en Autriche.
Il revient à Vienne en 1722 et est fait architecte de la cour. Après la mort de son père en 1723, Lukas von Hildebrandt devient le premier architecte ; en 1725, grâce à l'appui de son puissant mécène Gundacker von Althan (de), Joseph Emanuel récupère les travaux de son père pour les terminer comme l'église Saint-Charles-Borromée, la Hofbibliothek et la Winterreitschule (de). Dans le cadre de son travail, il se consacre de plus en plus à mettre au point des machines à vapeur.
En 1727, il épouse Anna von Dietrich qui lui donnera quatre enfants. Il monte une importante collection d'art et une bibliothèque.
Il est l'architecte de la cathédrale Saint-Georges de Timișoara (aujourd'hui en Roumanie).
Sa femme meurt en 1740 et lui en 1742 après une forte fièvre. Il laisse une grande fortune de 130 000 florins.
Après sa mort, ses plans de la Michaelerplatz sont réalisés entre 1889 et 1893 par Ferdinand Kirschner qui les modifie pour intégrer le Burgtheater. De même, d'après ses plans, Georg Christian Unger réalise l'Alte Bibliothek de Berlin entre 1775 et 1780.
Peu d'œuvres clairement de la main de Joseph Emanuel Fischer von Erlach subsistent. Ont disparu le Palais Althan (de), le corps de logis du château d'Eckartsau, le château de Thürnthal (de).

## Œuvre

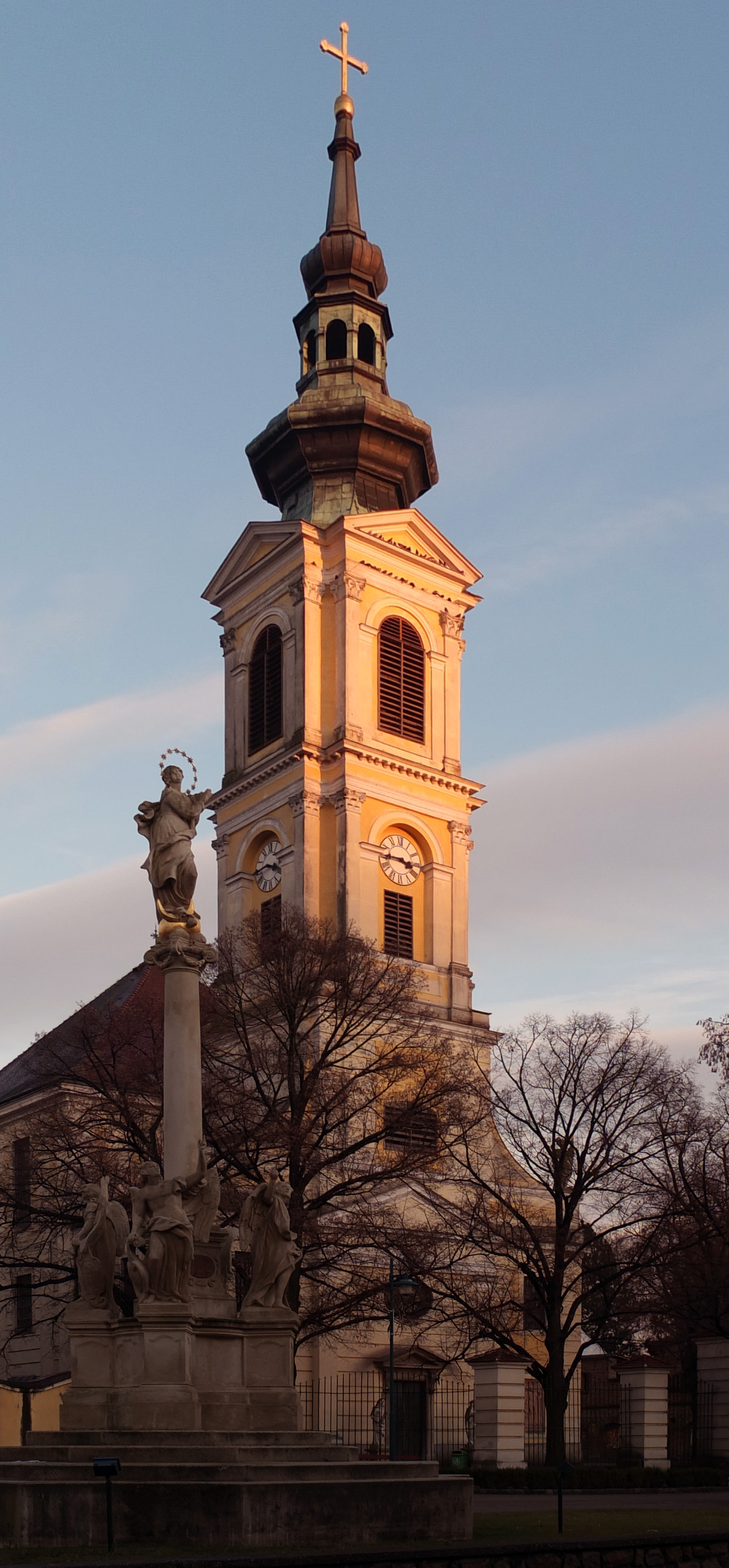
Église de Großweikersdorf

### Monuments
- Plans pour la Michaelertrakt (de) au Hofburg, 1726
- Maîtrise d'œuvre de la Bibliothèque nationale autrichienne
- Winterreitschule (de)
- Rénovation de l'abbaye de Klosterneuburg

### Châteaux et palais
- Château d'Eckartsau
- Transformation du château de Thürnthal (de), 1725
- Transformation du château de Kirchstetten (de)
- Transformation du château de Slavkov (de)
- Palais Althan (de)
- Achèvement du Palais Schwarzenberg (de)
- Transformation du Palais Lamberg (de)
- Transformation du Palais Lobkowitz

### Monuments sacrés
- Poursuite de l'église Saint-Charles-Borromée de Vienne
- Église de Großweikersdorf
- Collégiale de Vienne
- Cathédrale Saint-Georges de Timișoara, en Roumanie.

### Autres
- Construction de la Fontaine du Mariage (Vermählungsbrunnen) à Vienne, d'après son père.

## Source, notes et références
- (de) Cet article est partiellement ou en totalité issu de l’article de Wikipédia en allemand intitulé « Joseph Emanuel Fischer von Erlach » (voir la liste des auteurs).
- (de) Bernhard Grueber, « Fischer von Erlach, Johann Bernhard », dans Allgemeine Deutsche Biographie (ADB), vol. 7, Leipzig, Duncker & Humblot, 1877, p. 82-83 (Nebeneintrag)
- (de) Werner Hagen, « Fischer, Joseph Emanuel Frhr. v. », dans Neue Deutsche Biographie (NDB), vol. 5, Berlin, Duncker & Humblot, 1961, p. 212 (original numérisé).
- Notices d'autorité :   - VIAF
  - ISNI
  - BnF (données)
  - IdRef
  - LCCN
  - GND
  - Pays-Bas
  - Pologne
  - Suède
  - Vatican
  - Tchéquie
  - WorldCat
- Ressources relatives aux beaux-arts :   - Biographisches Lexikon der Münzmeister, Wardeine, Stempelschneider und Medailleure
  - Bridgeman Art Library
  - British Museum
  - MutualArt
  - National Gallery of Art
  - Nationalmuseum
  - RKDartists
  - Royal Academy of Arts
  - Union List of Artist Names